# Romano Alquati
Romano Alquati (11 de febrero de 1935 - 3 de abril de 2010) fue un sociólogo, teórico político y activista italiano. Era conocido por su trabajo en la revista operaísta Quaderni Rossi y su análisis marxista de las prácticas laborales en las fñabricas italianas de la FIAT y de Olivetti .

## Primeros años
Alquati nació en 1935 en Klana, Croacia. En ese momento, Klana era un municipio italiano de la provincia Fiume. Allí se había exiliado su padre por tener una postura de izquierda dentro del partido fascista italiano. Cuando Alquati tenía 10 años, a su padre lo ejecutaron los partisanos en Vercelli, en el norte de Italia. Alquati creció en Cremona, donde moldeó su conciencia política, reuniéndose con militantes políticos de izquierda, incluidos Danilo Montaldi, Giovanni Bottaioli y Rosolino Ferragni.

## Operaísmo
Tras pasar un periodo breve en la comuna política de Milán (en via Sirtori número 2), se marchó a vivir a Turín cuando tenía 25 años.
En Turín formó parte de la redacción de la revista política Quaderni Rossi junto con Raniero Panzieri. En el año 1963, fundó la revista Classe Operaia ("Clase trabajadora") con Mario Tronti y Antonio Negri.
Alquati estudió las prácticas laborales en la fábrica Mirafiori de la Fiat (Turín). Su aportación fue una de las primeras contribuciones a la sociología del trabajo en Italia. Influenciado por la metodología de Danilo Montaldi y de los investigadores descalzos, trabajó en las mismas fábricas que estudiaba y convivió con los propios trabajadores. Después, amplió su rango de estudio a la fábrica Olivetti. Su trabajo se enfocó en los matices y las diferencias dentro de la clase trabajadora y contribuyó a la idea de composición de clases desarrollada por los pensadores operaístas.

## Carrera académica
A comienzos de los años 1970, con la sociedad italiana en transformación, Alquati dejó las fábricas y se acercó a los grupos proletarios intelectuales. A fin de desarrollar el alcance de su estudio, utilizó otras metodologías y pasó del operaismo a centrarse en dos conceptos reveladores por entonces: la sociedad líquida de Zygmunt Bauman y la hiperindustrialización de Alain Touraine.
Su trabajo anticipó la desindustrialización y el surgimiento del sector de servicios. Durante este período, su pensamiento político divergió del de aliados anteriores como Toni Negri y Mario Tronti.
En los años ochenta continuó su actividad docente militante. Su enseñanza tenía como objetivo el desarrollo de una consciencia crítica de masa. Estudió la relación de las universidades con la clase trabajadora. Impartió cursos sobre estos aspectos en la Universidad de Turín hasta 2003.

## Producción bibliográfica
- Alquati, Romano (1975). Sulla FIAT e altri scritti. Milan: Feltrinelli.
- Alquati, Romano (1977). Sindacato e partito : antologia di interventi di sindacalisti sul rapporto fra sindacato e sistema politico in Italia. Turin: Stampatori.
- Alquati, Romano; Negri, Nicola; Sormano, Andrea (1978). Università di ceto medio e proletariato intellettuale. Turin: Stampatori.
- Alquati, Romano; Soave, Sergio (1979). Il mondo giovanile : politica, famiglia, lavoro, cultura. Turin: Stampatori.
- Alquati, Romano (1980). Terrorismo verso la Seconda Repubblica?. Turin: Stampatori.
- Alquati, Romano (1989). Dispense di sociologia industriale. Turin: Il segnalibro.
- Alquati, Romano (1994). Camminando per realizzare un sogno comune. Turin: Velleità alternative.
- Alquati, Romano (1997). Lavoro e attività : per una analisi della schiavitù neomoderna. Rome: Manifestolibri.